# Enamórame
«Enamórame» es una canción del cantante Papi Sánchez lanzado 23 de noviembre del año 2004 bajo el sello Sony Bmg Music. La canción fue escrita por Policalpe Levitt, Robert León, José Sánchez y producida por Papi Sánchez. La canción fue un gran éxito en el ranking de Europa en las listas de éxitos en Alemania, Austria, Francia, Bélgica (Flandes y Valonia), los Países Bajos y Suiza.

## Lista de pistas
Sencillo en CD Scorpio
1. «Enamórame» (Radio Mix) - 3:42
2. «Enamórame» (Miami Remix) - 4:08

## Versiones
En el año 2005 las bailarinas y presentadoras de televisión Yamna Lobos y Maura Rivera grabaron el sencillo, lanzándolo en el verano del 2006 perteneciente al disco "A mover el esqueleto" del programa de talentos de Chile llamado Rojo fama contrafama en donde varios integrantes del elenco llamado Clan Rojo interpetan un tema.
- Datos: Q3053688